# Gangsta Bitch
"Gangsta Bitch" var debutsinglen fra Apaches eneste albummet, Apache Ain't Shit. Sangen blev produceret af A Tribe Called Quest. Sangen er Apaches eneste hitlistesingle.
Gangsta Bitch var med i computerspillet Saints Row 2 fra 2008.

## Trackliste
1. "Gangsta Bitch" (Original Version)- 4:47
2. "Gangsta Bitch" (Clean Version)- 4:44
3. "Apache Ain't Shit" (LP Version)- 3:33
4. "Gangsta Bitch" (Clean Version Edit)- 4:21
5. "Gangsta Bitch" (Instrumental)- 4:47
6. "Candy Student" (Robbie Axelsen)- 4:24

## Hitlister
| Hitliste                           | Højeste placering |
| ---------------------------------- | ----------------- |
| Billboard Hot 100                  | 57                |
| U.S. R&B / Hip-Hop                 | 49                |
| Hot Rap Singles                    | 11                |
| Hot Dance Music/Maxi-Singles Sales | 4                 |